# Илзе Кох
Илзе Кох (на немски: Ilse Koch) (22 септември 1906 – 1 септември 1967), с фамилно име по баща Кьолер (Köhler), е германска военнопрестъпничка от Втората световна война, служителка в нацистки концентрационни лагери.
Съпруга е на Карл Ото Кох, комендант на концлагерите Бухенвалд (1937 – 1941), Майданек (1941 – 1943) и в Люблин. Тя е сред от първите известни нацисти, съдени от американската армия.
След като получава световна популярност, редица източници потвърждават слуховете за нейните садистични наклонности. Има сведения от редица затворници, че е изрязвала татуирани части от телата на концлагеристите. Заради особената жестокост и садистичност, които е проявявала към затворниците, е наричана от тях Вещицата на Бухенвалд (Die Hexe von Buchenwald). На английски е известна като Кучката на Бухенвалд, Кралицата на Бухенвалд, Вдовица на касапин и др.

## Ранен живот
Родена е в Дрезден, Германия на 22 септември 1906 г. Баща ѝ работи като бригадир във фабрика. В началното училище я определят като весело и много възпитано момиче. На 15-годишна възраст учи в икономическо училище, представя се като прилежна ученичка.
Няколко години по-късно работи като счетоводител. През 1932 г. става член на изгряващата и обещаваща нацистка партия (НСДАП). Общи приятели от SS я запознават с Карл Ото Кох през 1934 г., за когото се омъжва 2 години по-късно.

## Служба в концлагери
През 1936 г. започва работа като секретарка, после става охранителка в концентрационния лагер Заксенхаузен близо до Берлин, където се омъжва за неговия комендант Карл Ото Кох. Става старша надзирателка сред охранителките (1941).
През 1941 г. се премества в концентрационния лагер Бухенвалд, където съпругът ѝ става комендант, но е отстранен заради корупция през юли 1942 г. Илзе Кох остава в Бухенвалд до 24 август 1943 г., когато тя и съпругът ѝ са арестувани по заповед на Валдек Пирмонд, командир от SS.
Обвинени са в масови убийства и изтезания на затворници. През 1944 г. Илзе Кох е освободена поради липса на доказателсвта, а съпругът ѝ Карл Ото Кох е признат за виновен и осъден на смърт от германски съд. Екзекутиран е през април 1945 г.

## Осъждане и затвори
След освобождаването ѝ отива да живее при родителите си в Лудвигсбург. Там е арестувана от американски военни на 30 юни 1945 г. Осъдена е на доживотен затвор за военни престъпления през 1947 г.
Няколко години по-късно генерал Люсиус Клей, военен комендант на американската окупационна зона в Германия, я освобождава, счел за недостаточно доказани обвиненията в отдаване на заповеди за екзекутиране и изготовяне на сувенири от човешка кожа. Това обаче предизвиква обществен протест и през 1951 г. отново е арестувана и осъдена от съд на Западна Германия на доживотен затвор.
Завършва живота си със самоубийство, обесвайки се в килия на затвора в град Айхах (Бавария) на 1 септември 1967 г.
Образът на Илзе Кох послужва за прототип на главната героиня в канадския еротичен игрален филм „Илза, вълчицата от СС“ (Ilsa, She Wolf of the SS) от 1975 г. Филмът е първият от поредицата Nazi exploitation (еротични фантазии на фона на Третия райх), с Даян Торн в главната роля.